# رينو تويزي
رينو تويزي هي سيارة كهربائية صغيرة من إنتاج مجموعة رينو الفرنسية، صدرت في مارس 2012 في السوق الفرنسي ثم بعد شهر دخت الأسواق الأوروبية الأخرى.